# Alte Wasserpumpe (Lykershausen)

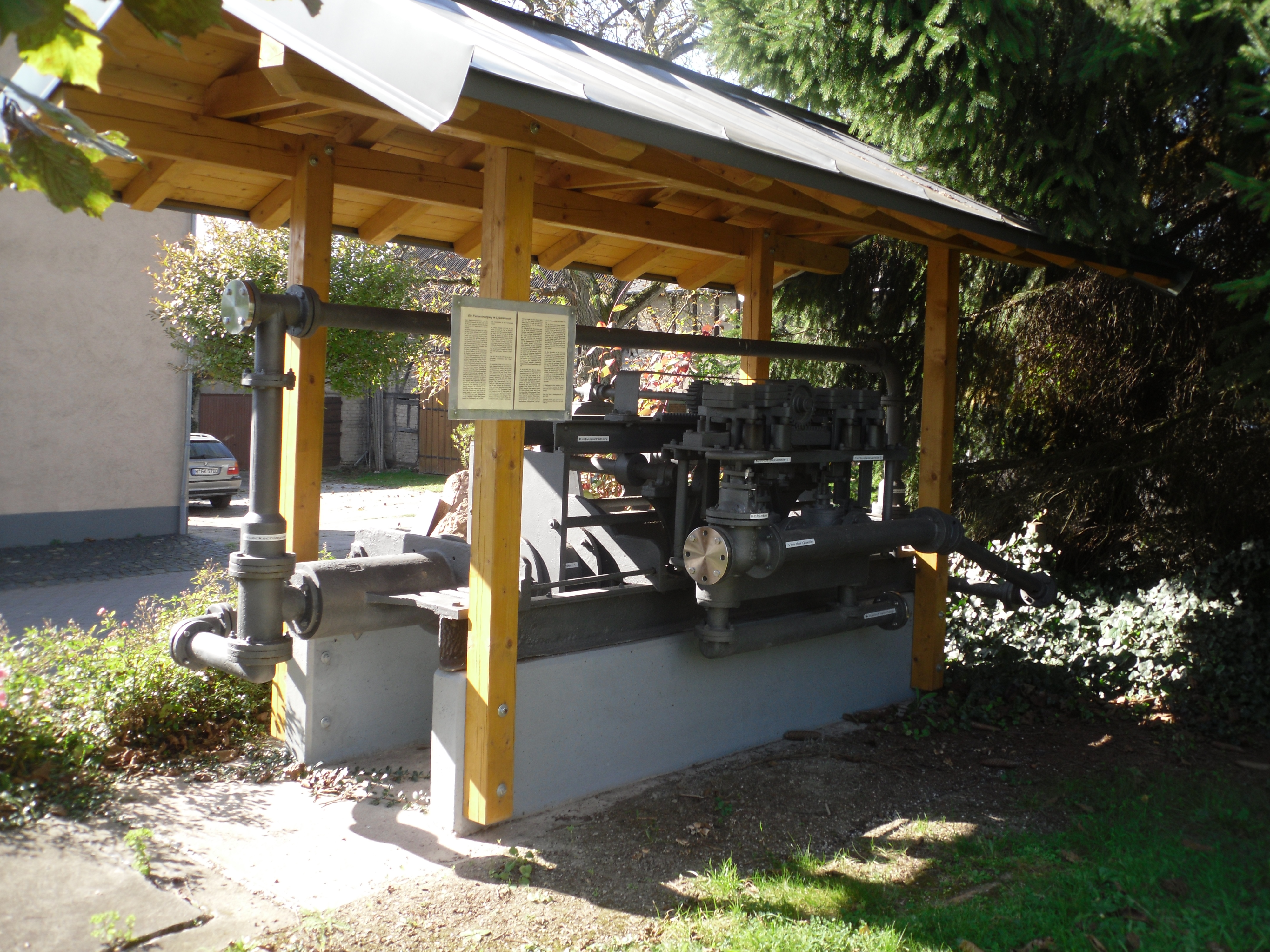
Die ausgestellte Wasserpumpe

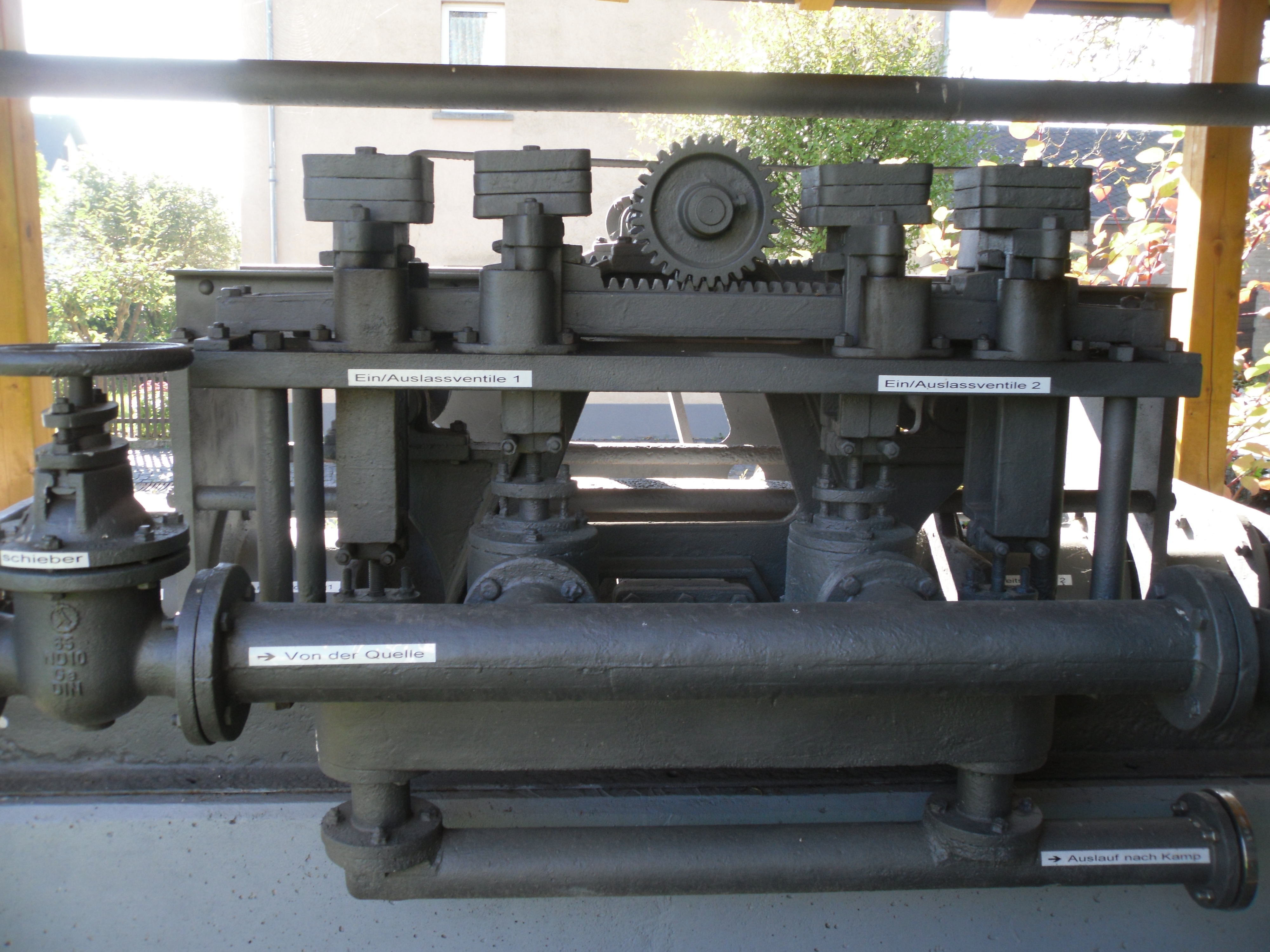
Detailansicht der Wasserpumpe

Die Alte Wasserpumpe von Lykershausen ist eine Lambachpumpe des Typs L und  diente von 1925 bis 1968 der Wasserversorgung der Gemeinde Lykershausen. Sie wurde von der Maschinenfabrik Wilhelm Lambach aus Marienheide gefertigt. Aufgrund des Versiegens des Brunnens der Gemeinde im Jahre 1921 und weiterer erfolgloser Versuche die Wasserversorgung durch einen Sammelschacht am Ortsrand sicherzustellen, entschloss man sich dazu, aus einer Quelle im Talbereich der Fußborner Wiesen Wasser zu gewinnen. Dazu wurden zwischen 1925 und 1926 die zwei Wasserleitungen (Quelle Fußborn → Pumpe Gutenbachtal und Pumpe Gutenbachtal → Hochbehälter in der Heiligeneck) verlegt. Angetrieben durch 2/3 der geförderten Wassermenge, pumpte sie das Wasser von der Quelle im Gutenbachtal zu einem Hochbehälter in der Heiligeneck. Die für den Antrieb benötigte Menge wurde anschließend bis 1986 nach Kamp-Bornhofen und zu den Burgen Sterrenberg und Liebenstein hinabgeleitet. Die eigentlich zum Hochbehälter gepumpten 1/3 der Zulaufmenge wurden über eine mit Blei abgedichteten Muffen versehene Gussleitung (ø= 80 mm) gefördert. Aufgrund ihrer Störanfälligkeit wurde die Pumpe schließlich im Jahre 1968 stillgelegt und durch eine im versiegten Brunnen von 1921 in 42 Meter Tiefe installierte elektrische Tauchpumpe ersetzt, die noch heute die Wasserversorgung übernimmt.

Technische Daten:
- 2 Arbeitszylinder (Kolbendurchmesser 25 cm)
- 2 Förderzylinder (Kolbendurchmesser 20 cm)
- Gewicht der Pumpe: ≈4 t
- Pumpleistung: 250 l/Minute
- Höhenunterschied Quelle – Pumpe: ≈40 m
- Höhenunterschied Pumpe – Hochbehälter: ≈116 m

Angestoßen durch den im Jahr 1988 vom damaligen Bürgermeister Rudolf Schneider getätigten Vorschlag diese zu bergen, wurde dieses Vorhaben, weiterentwickelt vom 2007 amtierenden Bürgermeister Hans-Josef Kring im Jahre 2008 umgesetzt. Heute wird sie zusammen mit einer Erläuterungstafel gegenüber der St. Johanneskirche auf dem Löschwasserteich in Lykershausen ausgestellt.